# Австралия на летних Олимпийских играх 1932
Австралия принимала участие в Летних Олимпийских играх 1932 года в Лос-Анджелесе (США) в шестой раз за свою историю, и завоевала одну серебряную, одну бронзовую и три золотых медали. Из-за Великой депрессии Австралия послала только 13 спортсменов (9 мужчин, 4 женщины).

## Медалисты
| Медаль  | Спортсмен       | Вид спорта           | Дисциплина                        |
| ------- | --------------- | -------------------- | --------------------------------- |
| Золото  | Генри Пирс      | Академическая гребля | Мужчины, одиночки                 |
| Золото  | Эдгар Грэй      | Велоспорт            | Мужчины, гит с места 1 км         |
| Золото  | Клара Деннис    | Плавание             | Женщины, 200 м брассом            |
| Серебро | Филомена Милинг | Плавание             | Женщины, 100 м на спине           |
| Бронза  | Эдди Скарф      | Борьба               | Мужчины, вольная борьба, до 87 кг |

## Результаты соревнований

### Академическая гребля
Соревнования в академической гребле на Играх 1932 года проходили с 9 по 13 августа. В следующий раунд из каждого заезда проходили несколько лучших экипажей (в зависимости от раунда и дисциплины). В финал выходили 4 сильнейших экипажа.
Мужчины
| Соревнование | Спортсмены | Предварительный заезд | Предварительный заезд | Предварительный заезд | Отборочный заезд | Отборочный заезд | Отборочный заезд | Финал  | Финал |
| Соревнование | Спортсмены | Заезд                 | Время                 | Место                 | Заезд            | Время            | Место            | Время  | Место |
| ------------ | ---------- | --------------------- | --------------------- | --------------------- | ---------------- | ---------------- | ---------------- | ------ | ----- |
| одиночки     | Генри Пирс | 1                     | 7:27,0                | 1 Q                   | не участвовал    | не участвовал    | не участвовал    | 7:44,4 | 1     |